# St. Michaels (Maryland)
St. Michaels – miasto w Stanach Zjednoczonych, w stanie Maryland, w hrabstwie Talbot.